# Baltic Air Policing

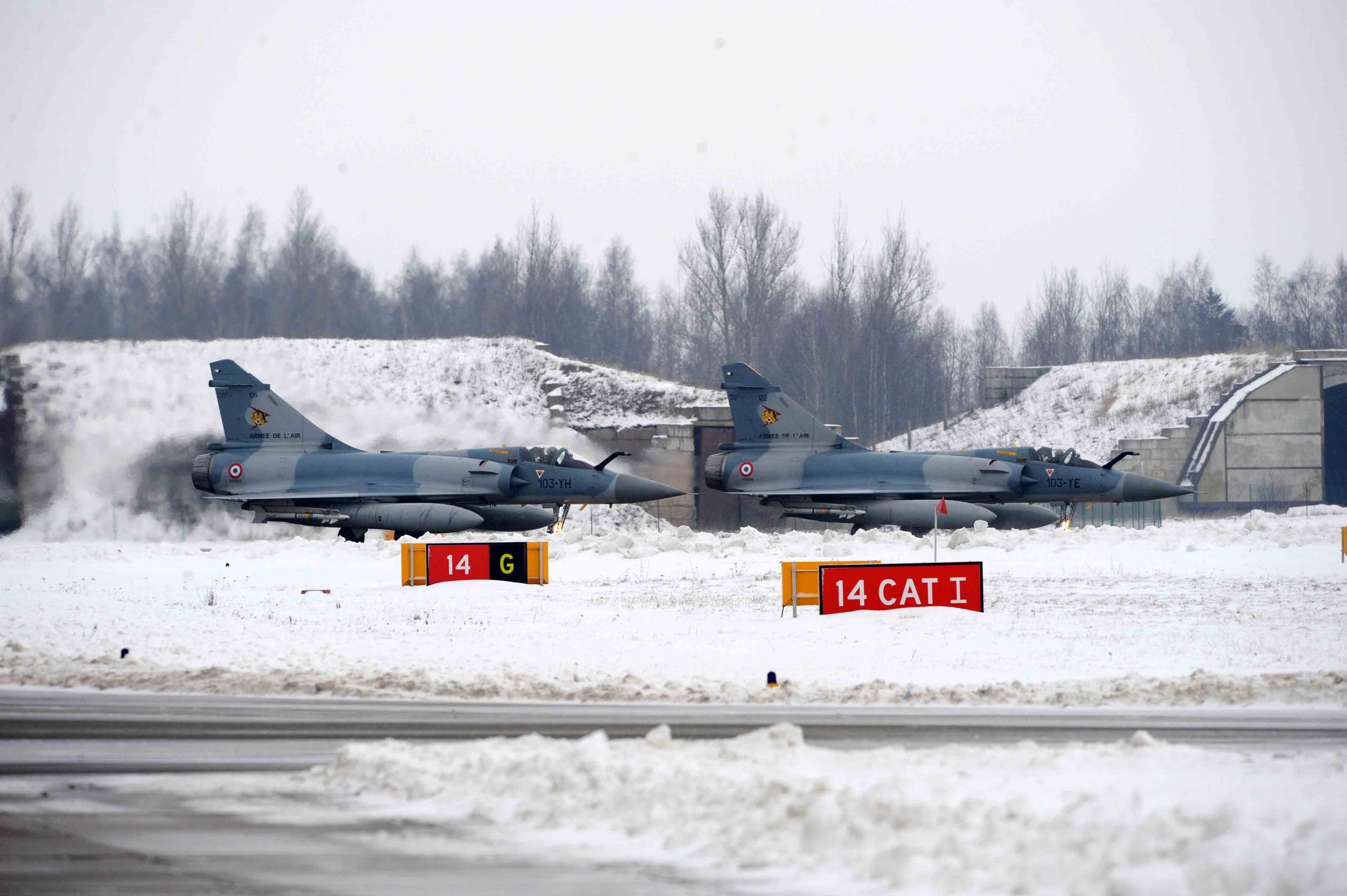
Dvě francouzské Mirage 2000 během mise v roce 2010

Baltic Air Policing je mise NATO, jejímž cílem je střežit vzdušný prostor Estonska, Lotyšska a Litvy, členů NATO bez vlastních nadzvukových bojových letounů. Mise probíhá od 30. března 2004, jednotlivé státy aliance se zde po zhruba čtyřech měsících střídají v nasazení svých letadel. Obvyklým rozsahem výpomoci jsou čtyři nadzvukové stíhací letouny a 50 až 100 doprovodného personálu.

## Účast Armády České republiky
Od 1. května do 31. srpna 2009 střežily vzdušný prostor tří baltských států Vzdušné síly AČR s nasazením letounů JAS-39 Gripen. Jednalo se o první nasazení českých taktických letounů mimo vlastní území od druhé světové války. Zasahovaly např. proti ruským letounům An-26 a Su-24.

LT-LV-EE Baltic Air Policing medal bar

Další české mise proběhly v období 1. září 2012 – 2. ledna 2013 a 3. září 2019 – 1. ledna 2020, čtvrtá mise se uskutečnila 1. dubna 2022 – 30. září 2022.

## Medaile
Účastníkům této vojenské mise je udělována pamětní medaile LT-LV-EE Baltic Air Policing.

## Přehled misí
| Datum nasazení     | Stát                   | Letectvo                            | Typy letadel                 | Základna            | Reference            |
| ------------------ | ---------------------- | ----------------------------------- | ---------------------------- | ------------------- | -------------------- |
| 30. března 2004    | Belgie                 | Belgická letecká složka             | 4 x F-16AM Fighting Falcon   | Šiauliai, Litva     | [ 1 ] [ 2 ]          |
| 1. července 2004   | Dánsko                 | Dánské královské letectvo           | 4 x F-16AM Fighting Falcon   | Šiauliai, Litva     | [ 3 ]                |
| 30. října 2004     | Spojené království     | Královské letectvo                  | 4 x Panavia Tornado F.3      | Šiauliai, Litva     | [ 4 ] [ 5 ]          |
| 1. ledna 2005      | Norsko                 | Norské královské letectvo           | 4 x F-16AM Fighting Falcon   | Šiauliai, Litva     | [ 6 ]                |
| 30. března 2005    | Nizozemsko             | Nizozemské královské letectvo       | 4 x F-16AM Fighting Falcon   | Šiauliai, Litva     | [ 7 ]                |
| 30. června 2005    | Německo                | Luftwaffe                           | 4 x F-4F Phantom II          | Šiauliai, Litva     | [ 8 ]                |
| 12. října 2005     | Spojené státy americké | Letectvo Spojených států amerických | 4 x F-16CJ Fighting Falcon   | Šiauliai, Litva     | [ 9 ]                |
| 1. ledna 2006      | Polsko                 | Vzdušné síly Polské republiky       | 4 x MiG-29A                  | Šiauliai, Litva     | [ 10 ]               |
| 31. března 2006    | Turecko                | Turecké letectvo                    | 4 x F-16C Fighting Falcon    | Šiauliai, Litva     | [ 11 ]               |
| 1. srpna 2006      | Španělsko              | Španělské letectvo                  | 3 x Mirage F1M               | Šiauliai, Litva     | [ 11 ] [ 12 ]        |
| 1. prosince 2006   | Belgie                 | Belgická letecká složka             | 4 x F-16AM Fighting Falcon   | Šiauliai, Litva     | [ 13 ]               |
| 1. dubna 2007      | Francie                | Francouzské letectvo                | 4 x Mirage 2000C             | Šiauliai, Litva     | [ 14 ]               |
| 1. srpna 2007      | Rumunsko               | Vzdušné síly Rumunska               | MiG-21 Lancer 'C'            | Šiauliai, Litva     | [ 15 ]               |
| 1. listopadu 2007  | Portugalsko            | Portugalské letectvo                | 4 x F-16AM Fighting Falcon   | Šiauliai, Litva     | [ 16 ] [ 17 ]        |
| 16. prosince 2007  | Norsko                 | Norské královské letectvo           | F-16AM Fighting Falcon       | Šiauliai, Litva     | [ 18 ]               |
| 15. března 2008    | Polsko                 | Vzdušné síly Polské republiky       | 4 x MiG-29A                  | Šiauliai, Litva     | [ 19 ]               |
| 30. června 2008    | Německo                | Luftwaffe                           | 4 x F-4F Phantom II          | Šiauliai, Litva     | [ 20 ]               |
| 30. září 2008      | Spojené státy americké | Letectvo Spojených států amerických | 4 x F-15C Eagle              | Šiauliai, Litva     | [ 21 ]               |
| 2. ledna 2009      | Dánsko                 | Dánské královské letectvo           | 4 x F-16AM Fighting Falcon   | Šiauliai, Litva     | [ 22 ]               |
| 1. května 2009     | Česko                  | Vzdušné síly Armády České republiky | 4x JAS 39C Gripen            | Šiauliai, Litva     | [ 23 ]               |
| 1. září 2009       | Německo                | Luftwaffe                           | 4 x Eurofighter Typhoon      | Šiauliai, Litva     | [ 24 ]               |
| 3. listopadu 2009  | Německo                | Luftwaffe                           | 4 x F-4F Phantom II          | Šiauliai, Litva     | [ 25 ]               |
| 4. ledna 2010      | Francie                | Francouzské letectvo                | 4 x Mirage 2000C             | Šiauliai, Litva     | [ 26 ]               |
| 1. května 2010     | Polsko                 | Vzdušné síly Polské republiky       | 4 x MiG-29A                  | Šiauliai, Litva     | [ 27 ]               |
| 1. září 2010       | Spojené státy americké | Letectvo Spojených států amerických | 4 x F-15C Eagle              | Šiauliai, Litva     | [ 28 ]               |
| 5. ledna 2011      | Německo                | Luftwaffe                           | 6 x F-4F Phantom II          | Šiauliai, Litva     | [ 29 ]               |
| 28. dubna 2011     | Francie                | Francouzské letectvo                | 4 x Mirage 2000C             | Šiauliai, Litva     | [ 30 ] [ 31 ]        |
| 2. září 2011       | Dánsko                 | Dánské královské letectvo           | 4 x F-16AM Fighting Falcon   | Šiauliai, Litva     | [ 32 ] [ 33 ]        |
| 4. ledna 2012      | Německo                | Luftwaffe                           | 6 x F-4F Phantom II          | Šiauliai, Litva     | [ 34 ] [ 35 ]        |
| 26. dubna 2012     | Polsko                 | Vzdušné síly Polské republiky       | 4 x MiG-29A                  | Šiauliai, Litva     | [ 36 ]               |
| 1. září 2012       | Česko                  | Vzdušné síly Armády České republiky | 4 x JAS 39C Gripen           | Šiauliai, Litva     | [ 37 ]               |
| 3. ledna 2013      | Dánsko                 | Dánské královské letectvo           | 4 x F-16AM Fighting Falcon   | Šiauliai, Litva     | [ 38 ]               |
| 30. dubna 2013     | Francie                | Francouzské letectvo                | 4 x Mirage F1CR              | Šiauliai, Litva     | [ 39 ] [ 40 ]        |
| 3. září 2013       | Belgie                 | Belgická letecká složka             | 4 x F-16AM Fighting Falcon   | Šiauliai, Litva     | [ 41 ] [ 42 ] [ 43 ] |
| 3. ledna 2014      | Spojené státy americké | Letectvo Spojených států amerických | 4 x F-15C Eagle              | Šiauliai, Litva     | [ 44 ]               |
| 1. května 2014     | Polsko                 | Vzdušné síly Polské republiky       | 4 x MiG-29A                  | Šiauliai, Litva     | [ 45 ]               |
| 1. května 2014     | Spojené království     | Královské letectvo                  | 4 x Eurofighter Typhoon      | Šiauliai, Litva     | [ 45 ]               |
| 1. května 2014     | Dánsko                 | Dánské královské letectvo           | 4 x F-16AM Fighting Falcon   | Ämari, Estonsko     | [ 45 ]               |
| 1. května 2014     | Francie                | Francouzské letectvo                | 4 x Dassault Rafale          | Malbork, Polsko     | [ 45 ]               |
| 1. září 2014       | Portugalsko            | Portugalské letectvo                | 6 x F-16AM Fighting Falcon   | Šiauliai, Litva     | [ 46 ]               |
| 1. září 2014       | Kanada                 | Kanadské královské letectvo         | 4 x CF-188 Hornet            | Šiauliai, Litva     | [ 46 ]               |
| 1. září 2014       | Německo                | Luftwaffe                           | Eurofighter Typhoon          | Ämari, Estonsko     | [ 46 ]               |
| 1. září 2014       | Nizozemsko             | Nizozemské královské letectvo       | F-16AM Fighting Falcon       | Malbork, Polsko     | [ 46 ]               |
| 1. ledna 2015      | Itálie                 | Italské letectvo                    | 4 x Eurofighter Typhoon      | Šiauliai, Litva     | [ 47 ]               |
| 2. ledna 2015      | Španělsko              | Španělské letectvo                  | 4 x Eurofighter Typhoon      | Ämari, Estonsko     | [ 48 ]               |
| 5. ledna 2015      | Polsko                 | Vzdušné síly Polské republiky       | 4 x MiG-29A                  | Šiauliai, Litva     | [ 47 ]               |
| 7. ledna 2015      | Belgie                 | Belgická letecká složka             | 4 x F-16AM Fighting Falcon   | Malbork, Polsko     | [ 49 ]               |
| 1. května 2015     | Norsko                 | Norské královské letectvo           | 4 x F-16AM Fighting Falcon   | Šiauliai, Litva     | [ 50 ]               |
| 1. května 2015     | Itálie                 | Italské letectvo                    | 4 x Eurofighter Typhoon      | Šiauliai, Litva     | [ 50 ] [ 51 ]        |
| 1. května 2015     | Spojené království     | Královské letectvo                  | 4 x Eurofighter Typhoon      | Ämari, Estonsko     | [ 50 ]               |
| 1. května 2015     | Belgie                 | Belgická letecká složka             | 4 x F-16AM Fighting Falcon   | Malbork, Polsko     | [ 50 ]               |
| 25. srpna 2015     | Německo                | Luftwaffe                           | 4 x Eurofighter Typhoon      | Ämari, Estonsko     | [ 52 ]               |
| 31. srpna 2015     | Maďarsko               | Maďarské letectvo                   | 4 x JAS 39C Gripen           | Šiauliai, Litva     | [ 53 ]               |
| 7. ledna 2016      | Španělsko              | Španělské letectvo                  | 4 x Eurofighter Typhoon      | Šiauliai, Litva     | [ 54 ]               |
| 7. ledna 2016      | Belgie                 | Belgická letecká složka             | 4 x F-16AM Fighting Falcon   | Ämari, Estonsko     | [ 54 ]               |
| 28. dubna 2016     | Spojené království     | Královské letectvo                  | 4 x Eurofighter Typhoon      | Ämari, Estonsko     | [ 55 ]               |
| 4. května 2016     | Portugalsko            | Portugalské letectvo                | 4 x F-16AM Fighting Falcon   | Šiauliai, Litva     | [ 56 ]               |
| 31. srpna 2016     | Francie                | Francouzské letectvo                | 4 x Mirage 2000-5F           | Šiauliai, Litva     | [ 57 ]               |
| 31. srpna 2016     | Německo                | Luftwaffe                           | 4 x Eurofighter Typhoon      | Ämari, Estonsko     | [ 58 ]               |
| 5. ledna 2017      | Nizozemsko             | Nizozemské královské letectvo       | \|4 x F-16AM Fighting Falcon | Šiauliai, Litva     | [ 59 ]               |
| 5. ledna 2017      | Německo                | Luftwaffe                           | 4 x Eurofighter Typhoon      | Ämari, Estonsko     | [ 60 ]               |
| 2. května 2017     | Polsko                 | Vzdušné síly Polské republiky       | 4 x F-16C Fighting Falcon    | Šiauliai, Litva     | [ 61 ]               |
| 3. května 2017     | Španělsko              | Španělské letectvo                  | 5 x EF-18 Hornet             | Ämari, Estonsko     | [ 62 ]               |
| 30. srpna 2017     | Spojené státy americké | Letectvo Spojených států amerických | 4 x F-15C Eagle              | Šiauliai, Litva     | [ 63 ]               |
| 5. září 2017       | Belgie                 | Belgická letecká složka             | 4 x F-16AM Fighting Falcon   | Ämari, Estonsko     | [ 64 ]               |
| 8. ledna 2018      | Dánsko                 | Dánské královské letectvo           | 4 x F-16AM Fighting Falcon   | Šiauliai, Litva     | [ 65 ]               |
| 10. ledna 2018     | Itálie                 | Italské letectvo                    | 4 x Eurofighter Typhoon      | Ämari, Estonsko     | [ 66 ]               |
| 2. května 2018     | Portugalsko            | Portugalské letectvo                | 4 x F-16AM Fighting Falcon   | Šiauliai, Litva     | [ 67 ]               |
| 2. května 2018     | Španělsko              | Španělské letectvo                  | 6 x Eurofighter Typhoon      | Šiauliai, Litva     | [ 67 ]               |
| 3. května 2018     | Francie                | Francouzské letectvo                | 4 x Mirage 2000-5F           | Ämari, Estonsko     | [ 68 ]               |
| 30. srpna 2018     | Německo                | Luftwaffe                           | 4 x Eurofighter Typhoon      | Ämari, Estonsko     | [ 69 ]               |
| 31. srpna 2018     | Belgie                 | Belgická letecká složka             | 4 x F-16AM Fighting Falcon   | Šiauliai, Litva     | [ 70 ]               |
| 3. ledna 2019      | Polsko                 | Vzdušné síly Polské republiky       | F-16C Fighting Falcon        | Šiauliai, Litva     | [ 71 ]               |
| 1. května 2019     | Maďarsko               | Maďarské letectvo                   | 4 x JAS 39C Gripen           | Šiauliai, Litva     | [ 72 ]               |
| 1. května 2019     | Španělsko              | Španělské letectvo                  | 5 x EF-18 Hornet             | Šiauliai, Litva     | [ 72 ]               |
| 1. května 2019     | Spojené království     | Královské letectvo                  | 4 x Eurofighter Typhoon      | Ämari, Estonsko     | [ 72 ]               |
| 3. září 2019       | Belgie                 | Belgická letecká složka             | 4 x F-16AM Fighting Falcon   | Šiauliai, Litva     | [ 73 ] [ 74 ]        |
| 3. září 2019       | Dánsko                 | Dánské královské letectvo           | 4 x F-16AM Fighting Falcon   | Šiauliai, Litva     | [ 73 ] [ 75 ]        |
| 3. září 2019       | Česko                  | Vzdušné síly Armády České republiky | 4 x JAS 39C Gripen           | Ämari, Estonsko     | [ 73 ] [ 76 ]        |
| 2. ledna 2020      | Polsko                 | Vzdušné síly Polské republiky       | F-16C Fighting Falcon        | Ämari, Estonsko     | [ 77 ]               |
| 30. dubna 2020     | Francie                | Francouzské letectvo                | 4 x Mirage 2000-5F           | Ämari, Estonsko     | [ 78 ] [ 79 ]        |
| 1. května 2020     | Spojené království     | Královské letectvo                  | 4 x Eurofighter Typhoon      | Šiauliai, Litva     | [ 80 ] [ 81 ]        |
| 1. května 2020     | Španělsko              | Španělské letectvo                  | 6 x EF-18 Hornet             | Šiauliai, Litva     | [ 82 ] [ 83 ]        |
| 15. července 2020  | Německo                | Luftwaffe                           | Eurofighter Typhoons         | Šiauliai, Litva     | [ 84 ]               |
| 31. srpna 2020     | Německo                | Luftwaffe                           | 6 x Eurofighter Typhoons     | Ämari, Estonsko     | [ 85 ] [ 86 ]        |
| 4. září 2020       | Itálie                 | Italské letectvo                    | 4 x Eurofighter Typhoon      | Šiauliai, Litva     | [ 87 ] [ 88 ]        |
| 30. dubna 2021     | Itálie                 | Italské letectvo                    | 4 x F-35A Lightning II       | Ämari, Estonsko     | [ 89 ]               |
| 30. dubna 2021     | Španělsko              | Španělské letectvo                  | 7 x Eurofighter Typhoon      | Šiauliai, Litva     | [ 90 ]               |
| květen 2021        | Turecko                | Turecké letectvo                    | 4 x Lockheed Martin F-16     | Malbork, Polsko     | [ 91 ]               |
| 31. srpna 2021     | Dánsko                 | Dánské královské letectvo           | 4 x F-16AM Fighting Falcon   | Šiauliai, Litva     | [ 92 ]               |
| 31. srpna 2021     | Portugalsko            | Portugalské letectvo                | 4 x F-16AM Fighting Falcon   | Šiauliai, Litva     | [ 92 ]               |
| 15. září 2021      | Itálie                 | Italské letectvo                    | 4 x Eurofighter Typhoon      | Ämari, Estonsko     | [ 93 ]               |
| 30. listopadu 2021 | Polsko                 | Vzdušné síly Polské republiky       | 4 x F-16C Fighting Falcon    | Šiauliai, Litva     | [ 94 ]               |
| 1. prosince 2021   | Belgie                 | Belgická letecká složka             | 4 x F-16AM Fighting Falcon   | Ämari, Estonsko     | [ 95 ]               |
| 26. ledna 2022     | Spojené státy americké | Letectvo Spojených států amerických | 6 x F-15E Eagle              | Ämari, Estonsko     | [ 96 ]               |
| 29. ledna 2022     | Dánsko                 | Dánské královské letectvo           | 4 x F-16AM Fighting Falcon   | Šiauliai, Litva     | [ 97 ] [ 98 ]        |
| 13. března 2022    | Francie                | Francouzské letectvo                | 4 x Mirage 2000-5F           | Ämari, Estonsko     | [ 99 ] [ 100 ]       |
| 1. dubna 2022      | Česko                  | Vzdušné síly Armády České republiky | 5 x JAS 39C Gripen           | Šiauliai, Litva     | [ 101 ]              |
| 1. dubna 2022      | Španělsko              | Španělské letectvo                  | 8 x EF-18 Hornet             | Šiauliai, Lithuania | [ 102 ]              |
| 1. srpna 2022      | Maďarsko               | Maďarské letectvo                   | 4 x JAS 39C Gripen           | Šiauliai, Litva     | [ 103 ]              |
| 1. srpna 2022      | Německo                | Luftwaffe                           | 4 x Eurofighter Typhoons     | Ämari, Estonsko     | [ 103 ]              |
| 1. srpna 2022      | Itálie                 | Italské letectvo                    | 4 x Eurofighter Typhoon      | Malbork, Polsko     | [ 103 ] [ 104 ]      |
| 1. října 2022      | Polsko                 | Vzdušné síly Polské republiky       | 4 x F-16C Fighting Falcon    | Šiauliai, Litva     | [ 105 ] [ 106 ]      |
| 6. října 2022      | Belgie                 | Belgická letecká složka             | 6 x F-16AM Fighting Falcon   | Ämari, Estonsko     | [ 107 ]              |
| 1. prosince 2022   | Francie                | Francouzské letectvo                | 4 x Dassault Rafale          | Šiauliai, Litva     | [ 108 ] [ 109 ]      |
| 1. února 2023      | Nizozemsko             | Nizozemské královské letectvo       | 8 x F-35A Lightning II       | Malbork, Polsko     | [ 110 ]              |
| 1. března 2023     | Spojené království     | Královské letectvo                  | 4 x Eurofighter Typhoon      | Ämari, Estonsko     | [ 111 ] [ 112 ]      |
| 31. března 2023    | Portugalsko            | Portugalské letectvo                | 4 x F-16AM Fighting Falcon   | Šiauliai, Litva     | [ 113 ]              |
| 31. března 2023    | Rumunsko               | Vzdušné síly Rumunska               | 4 x F-16AM Fighting Falcon   | Šiauliai, Litva     | [ 114 ] [ 115 ]      |
| 3. srpna 2023      | Španělsko              | Španělské letectvo                  | 8 x Eurofighter Typhoon      | Ämari, Estonsko     | [ 116 ] [ 117 ]      |
| 3. srpna 2023      | Itálie                 | Italské letectvo                    | 4 x Eurofighter Typhoon      | Šiauliai, Litva     | [ 118 ] [ 117 ]      |
| 30. listopadu 2023 | Belgie                 | Belgická letecká složka             | 4 x F-16AM Fighting Falcon   | Šiauliai, Litva     | [ 119 ] [ 120 ]      |
| 30. listopadu 2023 | Francie                | Francouzské letectvo                | 4 x Mirage 2000-5F           | Šiauliai, Litva     | [ 119 ] [ 120 ]      |
| 30. listopadu 2023 | Polsko                 | Vzdušné síly Polské republiky       | 4 x F-16C Fighting Falcon    | Ämari, Estonsko     | [ 121 ] [ 122 ]      |
| 1. března 2024     | Německo                | Luftwaffe                           | 5 x Eurofighter Typhoons     | Lielvārde, Lotyšsko | [ 123 ] [ 124 ]      |
| 1. dubna 2024      | Španělsko              | Španělské letectvo                  | 8 x EF-18 Hornet             | Šiauliai, Litva     | [ 125 ]              |
| 1. dubna 2024      | Portugalsko            | Portugalské letectvo                | 4 x F-16AM Fighting Falcon   | Šiauliai, Litva     | [ 126 ] [ 127 ]      |